# غيتار هيرو لايف (لعبة فيديو)
غيتار هيرو لايف (بالإنجليزية: Guitar Hero Live) هي لعبة فيديو إيقاعية موسيقية لعام 2015 تم تطويرها بواسطة يوبي سوفت ليمينغتون ونشرتها أكتيفجن. إنها الدفعة السابعة الرئيسية في سلسلة غيتار هيرو. تم إصدار اللعبة لـ بلاي ستيشن 3 وبلاي ستيشن 4 ووي يو وإكس بوكس 360 وإكس بوكس ون في نوفمبر 2015. كما هو الحال مع الألعاب السابقة في السلسلة، فإن الهدف هو استخدام وحدة تحكم غيتار خاصة لمطابقة أنماط طوق المعروضة على نمط ملاحظة التمرير على الشاشة في الوقت المناسب مع الموسيقى.
تُعد اللعبة بمثابة إعادة تشغيل لسلسلة غيتار هيرو، كونها أول دخول جديد في السلسلة منذ غيتار هيرو: ووريورز أوف روك في عام 2010. أرادت أكتيفجن إعادة غيتار هيرو للجيل القادم من أجهزة ألعاب الفيديو، لكنها أرادت أن تكون اللعبة الجديدة مبتكرة. وشملت هذه الابتكارات جديدة وحدة تحكم غيتار تضم 6 زر، 3- الحنق تخطيط في المقابل إلى وحدة تحكم 5 زر من المباريات السابقة. تتميز اللعبة بوضعين رئيسيين ؛ يتميز GH Live، وهو الوضع الوظيفي للألعاب، بنمط النوتة الموسيقية المعروض على قمة الفيديو بالحركة الكاملة المأخوذة من منظور عازف الجيتار الرئيسي خلال حفلة موسيقية، مع تفاعل الجمهور وأعضاء الفرقة الآخرين بشكل ديناميكي مع أداء اللاعب. في الوضع الرئيسي الآخر، غيتار هيرو تي في، يتم تقديم الأغاني مع مسار النوتة فوق الفيديو الموسيقي الخاص بها أو من لقطات الحفلة الحية. يتيح الوضع أيضًا للاعبين التقاط الأغاني التي يتم بثها حاليًا وتشغيلها في أي وقت أو استخدام الأموال والأرصدة داخل اللعبة لتشغيل أي أغنية داخل المكتبة، مع التخلي عن المحتوى التقليدي القابل للتنزيل. تم شحن اللعبة مع اثنين وأربعين أغنية على قرص و 200 أغنية داخل مكتبة غيتار هيرو تي في ؛ تمت إضافة محتوى جديد إلى غيتار هيرو تي في على أساس أسبوعي، يتم توفيره من خلال العروض المتميزة التي تكسب اللاعبين مكافآت فريدة.
تم إصدار غيتار هيرو لايف لاستقبال إيجابي في الغالب، حيث أشاد النقاد بتصميم وحدة التحكم الجديد لتوفير طريقة لعب أكثر دقة وواقعية مقارنة بألعاب غيتار هيرو السابقة، بالإضافة إلى مجموعة متنوعة من المحتوى المتاح عبر وضع غيتار هيرو تي في. تلقى الجزء الرئيسي المباشر من اللعبة آراء متباينة، حيث انتقد النقاد الموسيقى التصويرية الضعيفة، ونقص تعدد اللاعبين ومقاطع الفيديو الحية. تلقى وضع غيتار هيرو تي في أيضًا استقبالًا مختلطًا لاعتماده على التحويل الدقيق، وعدم القدرة على شراء الأغاني بشكل دائم لامتلاكها.
نظرًا للمبيعات والاستقبال المخيبين للعبة، قامت أكتيفجن بتسريح العديد من موظفي يوبي سوفت ليمينغتون وبيعت الشركة إلى يوبي سوفت في عام 2017. تم إيقاف وضع غيتار هيرو تي في في 1 ديسمبر 2018، مما أدى إلى تقليل أغاني غيتار هيرو المتاحة من 484 إلى 42 أغنية موجودة على القرص.

## اللعب
يتبع غيتار هيرو لايف طريقة لعب مماثلة للأقساط السابقة في السلسلة، مما يتطلب من اللاعبين استخدام وحدة تحكم على شكل غيتار مع أزرار وشريط مداعبة أوتوماتيكية لمطابقة الملاحظات على «طريق سريع» قابل للتمرير يتوافق مع الملاحظات التي يتم تشغيلها في أغنية. على عكس التصميم السابق المكون من خمسة أزرار، تتميز وحدة التحكم غيتار هيرو لايف بستة أزرار مرتبة في صفين من ثلاثة. يتم تمثيل الحنق بواسطة «طريق سريع للملاحظات»، ثلاثة ممرات تمرير على الشاشة، تحتوي إما على ملاحظات باللونين الأسود أو الأبيض تمثل الصفين. تستخدم مستويات الصعوبة الأقل صفًا واحدًا من الأزرار، بينما قد تتضمن الصعوبات الأعلى «الحبال» التي تستخدم مجموعة من الأزرار من كلا الصفين. عادةً ما تقوم اللعبة بتعيين أوتار الطاقة لاستخدام الصف العلوي من الأزرار، بينما تتضمن تعديلات هذه الحبال الأخرى من الصف السفلي. يمكن الاحتفاظ بالملاحظات واستمرارها، يشار إليها بخطوط لاحقة بعد علامات النوتة الموسيقية، والتي يمكن خلالها للاعب استخدام شريط الضرب على الغيتار لتغيير نغمة النغمة المحتفظ بها للتأثير. قد تستخدم أقسام الأغاني سريعة الحركة استخدام نغمات مطرقة وسحب، مميزة بمخطط خاص، والتي يمكن عزفها دون استخدام شريط مداعبة أوتار الآلة الموسيقية. تحتفظ اللعبة أيضًا بمفهوم العزف المفتوح الذي تم تقديمه في عناوين غيتار هيرو السابقة، والتي تم تمثيلها على شكل شريط أفقي عبر الممرات وتطلب من اللاعب ضرب شريط مداعبة أوتار الآلة الموسيقية دون الضغط على أي مفاتيح تأكل. يمكن للاعب تحديد أحد مستويات الصعوبة الأربعة التي تؤثر على عدد وتعقيد أنماط الملاحظات التي يجب أن يضربها، والسرعة التي يتم بها تمرير العرض على الشاشة.  يمكن أيضًا لعب غيتار هيرو لايف من قبل لاعبين، كلاهما يلعبان على وحدات تحكم غيتار منفصلة مع طرق سريعة منفصلة منفصلة عن الملاحظات، ويتنافسان للحصول على نتيجة أفضل.  تتضمن الأغاني في وضع GH Live (أدناه) أيضًا غناء، مما يسمح للاعبين بالغناء مع نغمة كلمات الأغنية باستخدام ميكروفون متصل.
اللعبة قابلة للعب عبر تطبيق على أجهزة آي أو إس المحمولة، بما في ذلك الجيل الرابع من أبل تي في. يدعم هذا الإصدار كلاً من وضع «اللمس» ودعم وحدة تحكم الغيتار الاختيارية التي تدعم تقنية بلوتوث والتي توفر «اللعبة الكاملة بطريقة لا هوادة فيها» وفقًا لـ أكتفيجن. عندما تكون في وضع اللمس، يتم استبدال شاشة الملاحظات الموجهة نحو وحدة التحكم المكونة من 6 أزرار بأربعة أزرار تعمل باللمس ولكنها تحتفظ بنفس طريقة اللعب ؛ مع وحدة التحكم، تلعب اللعبة نفس الشيء. نظرًا لحجم اللعبة بالنسبة إلى مساحة التخزين على معظم الأجهزة المحمولة، يتطلب غيتار هيرو لايف على وحدات  آي أو إس اتصالاً ثابتًا بالإنترنت حيث يتم بث جميع الأغاني، بما في ذلك تلك التي تكون عادةً جزءًا من الموسيقى التصويرية على القرص في وحدة التحكم، من خوادم أكتفيجن عندما لعبت.

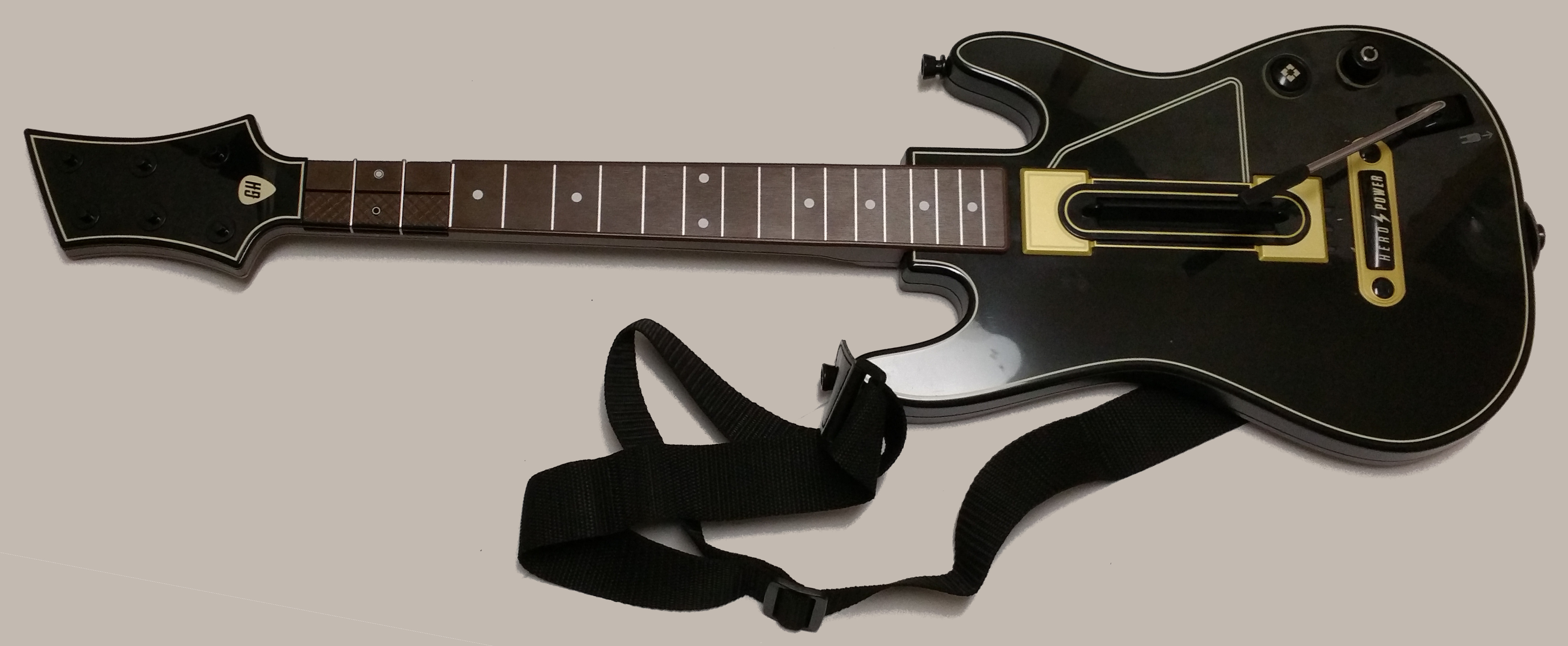
تستخدم وحدة تحكم غيتار هيرو لايف المحدثة 2 × نظام 3 أزرار الحنق على عكس الألعاب السابقة التي تستخدم 1 × مخطط 5 أزرار.

### غيتار هيرو لايف
في وضع اللاعب الفردي الأساسي للعبة، المسمى GH Live داخل اللعبة، يكمل اللاعب الأغاني أثناء تجربة فيديو بالحركة الكاملة مأخوذ من منظور الشخص الأول لعازف الغيتار الرئيسي في الفرقة. يتضمن الفيديو لقطات للجمهور وأعضاء الفرقة. عندما يؤدي اللاعب الأغاني، يستجيب الجمهور بشكل إيجابي للأداء الجيد عند ارتكاب أخطاء قليلة. إذا ارتكب اللاعب عدة أخطاء متتالية، فسيصبح الجمهور ناقدًا ويبدأ في السخرية من المؤدي. لاستعادة الجماهير، يمكن للاعب إما مطابقة المزيد من الملاحظات بشكل صحيح، أو يمكنه استخدام قوة البطل المجمعة لاستعادة اهتمامهم بسرعة. يتم جمع هيرو باور، التي تحل محل ستار باور من ألعاب غيتار هيرو السابقة، من خلال تشغيل سلسلة من الملاحظات المحددة بشكل صحيح على المسار ؛ يمكن تجميع قوة البطل، وتمييزها على أنها اختيارات غيتار على الشاشة بجوار المسار، لاستخدامها في أوقات لاحقة. يمكن للاعب تحرير هيرو باور لفترة محدودة من خلال إمالة وحدة التحكم في الغيتار لأعلى أو الضغط على زر خاص على وحدة التحكم.
ينقسم وضع اللاعب الفردي الأساسي إلى دزينة من مجموعات العروض، تتكون كل مجموعة من حوالي 3-5 أغانٍ. يشتمل الفيديو الخاص بكل مجموعة على مقدمة الفرقة، والمزاح بين الفرقة والحشد بين الأغاني، والتصفيق النهائي في ختام العرض. يجب على اللاعب فتح كل مجموعة من أجل المضي قدمًا. بمجرد اكتمال المجموعة، يُعرض على اللاعب ترتيب اللعبة لأدائه ولكل أغنية، بناءً على عوامل مثل النسبة المئوية للنغمات التي تم تسجيلها بشكل صحيح، وأطول خط من النغمات المتتالية التي تم تشغيلها بشكل صحيح، والمدة التي ظلوا فيها متحمسين للجمهور الافتراضي عن أدائهم. يقوم المشغل بعد ذلك بإلغاء تأمين القدرة على تشغيل الأغاني الفردية خارج المجموعات.

### غيتار هيرو تي في
بالإضافة إلى الأغاني التي تم شحنها على القرص، تم تقديم أغانٍ إضافية للعبة من خلال غيتار هيرو تي في (GHTV). عند بدء وضع غيتار هيرو تي في، تم منح اللاعب خيارًا من عدد من القنوات ذات الموضوعات، والتي تبث برامج الأغاني القابلة للتشغيل على جدول دوري مماثل للبث الإذاعي. تقدم إحدى هذه القنوات دائمًا الأغاني الجديدة التي تمت إضافتها إلى غيتار هيرو تي في. تم تشغيل الأغاني في غيتار هيرو تي في على الفيديو الموسيقي للأغنية أو لقطات الحفل المباشر للفرقة التي تشغل الأغنية، بدلاً من المرئيات المخصصة للعبة اللاعب الفردي الرئيسية. يمكن للاعب التقاط أي أغنية معروضة وتشغيلها، ولكنه كان قادرًا أيضًا على استخدام المسرحيات المكتسبة لإعادة تشغيل أغنية معينة خارج دوران القناة.
أثناء اللعب في غيتار هيرو تي في، يتم تسجيل اللاعب لتتبع أدائه، وتمت مقارنة نتائجهم باللاعبين الآخرين - كلا اللاعبين الذين يلعبون في نفس الوقت بالإضافة إلى الدرجات غير المتزامنة من لاعبين آخرين. للمساعدة في تعزيز نقاطهم، يمكن للاعبين تجميع قوة البطل بنفس الطريقة كما في وضع GH Live. قبل الأغنية، يمكن للاعب اختيار استخدام العملات المعدنية، العملة داخل اللعبة، لشراء واحدة من العديد من قوى الأبطال التي يمكنهم نشرها أثناء الأغنية، وتحسين درجاتهم وأدائهم. تضمنت هيرو بور تعزيزات مؤقتة في مضاعفات التسجيل، والقدرة على مسح جميع الملاحظات لمسافة قصيرة على المسار، أو زيادة كثافة الملاحظات أو تقليلها. عند اكتمال الأغنية، تم تصنيف اللاعب بناءً على أدائه مع اللاعبين الآخرين المتعقبين، ومنح نقاط خبرة والعملات المعدنية والمكافآت الأخرى. تُستخدم نقاط الخبرة لرفع تصنيف اللاعب في ميتاجيم غيتار هيرو تي في، مما يسمح له بإلغاء تأمين أشكال بطاقات اللاعب والميزات الأخرى لـ غيتار هيرو تي في، بما في ذلك رموز Play. بدلاً من ذلك، يمكن للاعبين استخدام عملة هيرو كاش لشراء المحتوى. في تحديث في ديسمبر 2015، أتيحت للاعبين في غيتار هيرو تي في فرصة لخوض تحدي وجها لوجه بشكل عشوائي ضد لاعب آخر بمستوى مهارة مماثل، بمعدل مرتين كل نصف ساعة. قد يمنح الفوز في هذا التحدي المباشر للاعب دفعة نقطة خبرة.
عادةً ما يتم تقديم الأغاني الجديدة إلى غيتار هيرو تي في عبر «العروض المميزة» لفترة محدودة، والتي استمرت لمدة أسبوع أو أكثر ؛ تم نقل هذه الأغاني بعد ذلك إلى كتالوج عند الطلب ولاحقًا إلى تناوب غيتار هيرو تي في العادي.  يمكن شراء الوصول إلى العروض المميزة باستخدام هيرو كاش، أو من خلال إكمال عدة أغانٍ محددة إما عند الطلب أو عند اللعب بالتناوب. ضمن العروض المميزة، تنافس اللاعبون بنفس الطريقة التي يتنافس بها اللاعبون مع أغاني غيتار هيرو تي في العادية ويمكنهم ربح مكافآت فريدة داخل اللعبة، مثل العملات المعدنية أو الجلود البديلة للنوتة التي تظهر على الشاشة «الطريق السريع».
لاعبين يمكن شراء «حزب باس» التي سمحت بالوصول الكامل إلى كل من غيتار هيرو تي في ' الأغاني على الطلب وميزات مدفوعة لمدة 24 ساعة، وهو الوضع الذي تصوره فري ستايل غيمز ليتم استخدامها عند اللاعبين استضافة الأحزاب الكبيرة أو أحداث مشابهة. كما تم عقده لأول مرة في عطلة نهاية الأسبوع في 6 نوفمبر 2015، يمكن أن تقدم أكتفيجن فترات ترويجية تقدم بالمثل وصولاً كاملاً.
بالإضافة إلى المحتوى العادي، تم استخدام غيتار هيرو تي في لتوفير البرمجة المتخصصة. قدمت غيتار هيرو تي في عروض فيديو موسيقية منسقة مع مقاطع مضيفة ملفوفة حول الأغاني القابلة للتشغيل ؛ يضم العرض الأول من نوعه أغانٍ اختارتها فرقة أفنجد سفن فولد وشمل تعليق الفرقة على هذه التحديدات. استخدمت ديف ليبارد غيتار هيرو تي في لعرض الفيديو الموسيقي الجديد لأول مرة لأغنيتهم الفردية "Dangerous" في يناير 2016. عرضت أكتفيجن مسابقة للاعبين للفوز بجوائز من خلال المشاركة في عرض مميز خاص "Shred-a-Thon"، لتسليط الضوء على إضافة دراجون فورس لأغنية "من خلال النار واللهب" - وهي واحدة من أكثر الأغاني شهرة التي ظهرت في عناوين أخرى لـ غيتار هيرو - إلى قائمة الأغاني الخاصة بـ غيتار هيرو تي في.
أعلنت أكتفيجن في يونيو 2018 أنه سيتم إغلاق خوادم غيتار هيرو تي في في 1 ديسمبر 2018، مما يجعل هذه الوظيفة غير قابلة للاستخدام. سيظل بإمكان اللاعبين تشغيل الأغاني على القرص. تم حذف تطبيق iOS أيضًا لأن وظائفه ستتوقف أيضًا مع إغلاق خوادم غيتار هيرو تي في.

## التسجيل الصوتية
تشتمل الموسيقى التصويرية على القرص لـ غيتار هيرو لايف على 42 أغنية وتمتد عبر مجموعة متنوعة من الأنواع، يدرك المطورون أن مسارات الغيتار الصعبة لا تقتصر على موسيقى الروك. تشمل الموسيقى التصويرية للعبة الأغاني التي كتبها بلاك كيز و بليتز كيدز و إد شيران وفول آوت بوي وغاري كلارك جونيور وغرين دي وذا كيلرز وذا لومينيرز وماي كيميكال رومانس و بيرس ذا فيل و ذا رولينج ستونز وسكريليكس و وار ون درجز.
أتاحت الطلبات المسبقة للعبة الوصول إلى عرض مميز محدود المدة يضم ثلاثة تسجيلات حية لـ أفنجد سفن فولد، بما في ذلك "الراعي لاطلاق النار" و "دفن على قيد الحياة" و «كابوس»، تم تصويرها من عروضهم في داونلود فيستفال في إنجلترا و مكسيكو سيتي.
يتم توفير الأغاني الإضافية من خلال غيتار هيرو تي في. مائتي أغنية كانت قابلة للتشغيل على غيتار هيرو تي في عند الإطلاق، ويخطط المطورون لإضافة أغانٍ جديدة إلى غيتار هيرو تي في على أساس منتظم. لا يوجد توافق عكسي مع الأغاني أو وحدات التحكم من الإصدارات السابقة من الامتياز؛ برر مطور يوبي سوفت ليمينغتون جيمي جاكسون القرار، موضحًا أن غيتار هيرو لايف كانت «لعبة جديدة تمامًا» لن يعمل المحتوى الحالي معها بسبب التغيير في طريقة اللعب الأساسية. لا يوجد أي محتوى تقليدي قابل للتنزيل للعبة في شكل أغانٍ إضافية، بدلاً من استخدام طبيعة البث غيتار هيرو تي في لتقديم أغانٍ جديدة. لا تتوقع يوبي سوفت ليمينغتون إتاحة محتوى غيتار هيرو تي في للعب دون اتصال بالإنترنت.

## التطوير

### الخلفية وإحباط إعادة التشغيل
كانت ألعاب الإيقاع مثل غيتار هيرو و روك باند شائعة على نطاق واسع بين عامي 2005 و 2008، ولكن نظرًا للإفراط في إشباع السوق وبداية الركود في عام 2009، عانى نوع الإيقاع من انتكاسات كبيرة، وتضاءلت شعبية هذا النوع بسرعة. كانت مبيعات الإصدار السابق غيتار هيرو: ووريورز أوف روك أقل من التقديرات وأقل من الألعاب السابقة في السلسلة. أدت المبيعات الضعيفة لـ ووريورز أوف روك، جزئيًا، إلى إلغاء أكتفيجن لتكملة 2011 المخطط لها، وإغلاق امتياز غيتار هيرو.
في مقابلة في يوليو 2011 مع فوربس، صرح الرئيس التنفيذي لشركة أكتفيجن بوبي كوتيك أنهم سيحاولون «إعادة اختراع» السلسلة، ولكن عضوًا سابقًا في فريق فكيريوس فيجينز صرح أنه اعتبارًا من عام 2012، تم تطوير كل تطوير لـ غيتار هيرو انتهى في أكتفيجن. أبلغ مصدر آخر قريب من فكيريوس فيجينز كوتاكو أنه بينما كان غيتار هيرو 7 قيد التطوير تحت استوديو أكتفيجن، كانت اللعبة تعتبر «كارثة». حذفت اللعبة الملغاة الأدوات الإضافية واستخدمت فقط جهازًا طرفيًا للجيتار، وأعيد تصميم الوحدة لتشمل ستة أوتار لتحل محل شريط مداعبة أوتار الآلة الموسيقية ؛ تم اعتبار الوحدة الناتجة مكلفة للغاية في التصنيع والشراء. بدأ المطورون من الصفر لمحاولة إنشاء شخصيات وأماكن جديدة من شأنها أن تكون أكثر تفاعلًا مع الأغاني الفعلية التي يتم تشغيلها، لإضفاء طابع الفيديو الموسيقي، ولكن في النهاية أثبت هذا الكثير من التحدي ويجب إلغاؤه. علاوة على ذلك، بميزانية محدودة، اقتصر اختيار الأغنية على الأغاني الناجحة «منخفضة الميزانية» في التسعينيات، أو في بعض الأحيان إعادة استخدام الأغاني التي سبق تضمينها في ألعاب غيتار هيرو. على الرغم من أن الفريق كان لديه دورة تطوير مدتها سنتان، إلا أنه تم إغلاقه بعد أن رأى رئيس أكتفيجن إريك هيرشبرغ الوضع الحالي للمشروع في عام واحد. صرح دانيال ديلالو، مطور لـ فكيريوس فيجينز في وقت الإلغاء، أنه توصل إلى فكرة لتنشيط السلسلة باستخدام نهج منظور الشخص الأول، وقد طور نموذجًا أوليًا أطلق عليه غيتار هيرو لايف في ذلك الوقت، على الرغم من عدم تأكيد أكتفيجن ولا يوبي سوفت ليمينغتون ما إذا كان هذا النموذج الأولي قد تم استخدامه كمصدر إلهام للسلسلة التي تم إحياؤها.

### كماغيتار هيرو لايف
في فبراير 2015، ظهرت شائعات بأن إدخالات جديدة في كل من امتيازات غيتار هيرو و روك باند لوحدات تحكم الجيل الثامن كانت قيد التطوير ؛ أعلنت هارمونيكس عن روك باند 4 في 5 مارس 2015. يوم 14 أبريل عام 2015، أعلنت أكتيفيجن رسميا إعادة تشغيل من الامتياز غيتار هيرو، غيتار هيرو لايف، مع التطوير من قبل فري ستايل غيمز.
وفي مقابلة مع مجلة فورتشن مجلة، وجد الرئيس التنفيذي لشركة أكتيفيجن من النشر إيريك هيرشبيرغ أنه حتى بعد خمس سنوات من دون لعبة، والعلامة التجارية غيتار هيرو لا يزال يتمتع اهتماما كبيرا وسائل الاعلام الاجتماعية، مع أكثر من 10 مليون من أتباعه على صفحة غيتار هيرو ' الفيسبوك. ومع ذلك، ذكر هيرشبرغ أن أكتفيجن أدركت أنها بحاجة إلى إعادة اختراع السلسلة بحيث لا يعتبرها المستهلكون مثل الألعاب السابقة وللمساعدة في التأثير على الألعاب التي تم إيقافها بسبب التشبع المبكر للألعاب الموسيقية. 
تم تكليف يوبي سوفت ليمينغتون بمهمة تطوير اللعبة الجديدة في عام 2012 تقريبًا. طورت يوبي سوفت ليمينغتون كلاً من دي جي هيرو و دي جي هيرو 2، وبينما تم الإشادة بكلتا اللعبتين، تم إصدار الأخيرة في الاتجاه الهبوطي لنوع لعبة الموسيقى. عانت يوبي سوفت ليمينغتون من بعض حالات التسريح نتيجة انقطاع سلسلة غيتار هيرو، على الرغم من بقائها استوديو أكتفيجن وقابل للاستمرار من الناحية المالية بسبب عملهم في وي يو. مع انتهاء تطوير Sing Party، أنشأ الاستوديو قسمًا داخليًا للبحث والتطوير لبدء العصف الذهني لما ستفعله لعبتهم التالية، مع مدخلات من أكتفيجن. شجع هيرشبرغ الفريق على إعادة النظر في غيتار هيرو، مشيرًا إلى تفاني المعجبين في المسلسل، لكنه أشار إلى أن اللعبة بحاجة إلى الابتكار حتى تنجح. أعطت أكتفيجن الفريق حرية تطوير اللعبة دون الاعتماد على العناوين السابقة في السلسلة. تمت إعادة بناء طريقة اللعب الأساسية لـ غيتار هيرو لايف من الصفر ؛ أوضح المطور جيمي جاكسون أن الهدف من اللعبة هو جلب «ابتكار كبير» إلى الامتياز بدلاً من الاستمرار بنفس التنسيق الذي استخدمته الألعاب السابقة. شرح لموظفيه «التفكير في [غيتار هيرو] فقط كاسم. فكر في الأمر على أنه لعبة موسيقية ذات طرف غيتار، لكن تظاهر بأنه لم يتم فعل أي شيء آخر على الإطلاق.»  قام الفريق بالعصف الذهني حول ما جعل سلسلة غيتار هيرو ممتعة، وسردوا العناوين السابقة للمسلسل التي تم تصميمها لتمكين اللاعب من تصور نفسه كعازف جيتار نجم، وتم إجراء خيارات تصميم لاحقة حول إعادة إنشاء تلك التجربة. استشهد الفريق أيضًا بزميله في امتياز أكتفيجن كول أوف ديوتي باعتباره تأثيرًا نحو هدف توفير تجربة غامرة من منظور الشخص الأول.
على الرغم من أن يوبي سوفت ليمينغتون جربت خيارات أخرى بما في ذلك لعبة بدون تحكم وكاميرا واكتشاف الحركة وألعاب قائمة على الشبكات الاجتماعية، إلا أنها أدركت بسرعة أن وحدة التحكم في الجيتار كانت جزءًا أساسيًا من نجاح السلسلة. أدرك المطورون أنهم يريدون الحصول على وحدة تحكم في الجيتار لن يشعر اللاعبون بالحرج من وجودها في غرف معيشتهم وقضوا الوقت في الحصول على مظهر وحدة التحكم بدقة على جيتار حقيقي. تم إصلاح تصميم وحدة التحكم في الغيتار الخاصة باللعبة، باستخدام نماذج أولية سريعة لاختبار تصميمات الجيتار المحتملة. يستخدم التصميم النهائي لوحدة التحكم الخاصة بـ Live تصميمًا جديدًا بستة أزرار مرتبة في صفين من ثلاثة حنق، تم تحديدها بواسطة ملاحظات باللونين الأبيض والأسود في اللعبة، بدلاً من استخدام الصف التقليدي المكون من خمسة حنق ملونة يستخدمها غيتار هيرو السابق ألعاب. أوضح جاكسون أن التصميم الجديد كان يهدف إلى جعل اللعبة أسهل للاعبين الجدد، حيث يتجنب التصميم المكون من ثلاثة أزرار الحاجة إلى استخدام إصبع الخنصر، وهي صعوبة أدركوا أن اللاعبين الجدد يواجهونها على وحدة التحكم التقليدية ذات الأزرار الخمسة. تم تصميم التخطيط أيضًا لتقديم تحدٍ جديد للاعبين ذوي الخبرة، بما في ذلك محاكاة أكثر واقعية للأوتار. جاء اختيار استخدام ثلاثة أزرار فقط من التحليل الإحصائي للألعاب السابقة، حيث لن يلعب حوالي 80٪ من اللاعبين أصعب من مستوى الصعوبة المتوسط الذي يتطلب عادةً استخدام ثلاثة أصابع فقط مع وحدات التحكم السابقة ذات الأزرار الخمسة. قوبلت التكرارات الأولية لوحدات التحكم، التي تم تقديمها في كل من الاستوديو و أكتفيجن، بالتشكيك لكنهم وجدوا أن اللاعبين تكيفوا بسرعة مع النظام الجديد كتحسين على وحدات التحكم الأقدم. تم إنشاء «الطرق السريعة للملاحظات» للأغاني بواسطة كل من المبرمجين والموسيقيين باستخدام برنامج ميدي لتعيين كل من أزرار التحكم الستة وشريط المداعبة الموسيقية المفتوحة. تم تطوير الطرق السريعة للملاحظة أولاً لمستوى صعوبة الخبير، بشكل أساسي إعادة إنشاء جزء الجيتار من ملاحظة الأغنية للملاحظة، بينما تم إنشاء الطرق السريعة لمستويات صعوبة أقل عن طريق إزالة الملاحظات مع ضمان بقاء الإيقاع الأساسي للأغنية.
يتم تقديم اللعبة نفسها بأسلوب أكثر واقعية وغامرة ؛ يتم استبدال المراحل والشخصيات المقدمة من الألعاب السابقة بفيديو كامل الحركة، تم تصويره من منظور الشخص الأول لعازف الجيتار الرئيسي، لمحاكاة إعدادات الحفلات الموسيقية في العالم الحقيقي. لقطات الفيديو ديناميكية، ويمكن أن تنتقل بين الإصدارات التي تتميز بردود فعل إيجابية أو سلبية من قبل الجمهور وأعضاء الفرقة بناءً على أداء اللاعب. تستخدم اللقطات من منظور الشخص الأول موسيقيي الجلسة كممثلين يعزفون الأعضاء المتبقين في الفرقة، ويتم تصويرها باستخدام نظام الكاميرا الروبوتية Bolt، المبرمج لمحاكاة حركات عازف الجيتار على المسرح. ركض بولت بطول 30 قدم (9.1 م) المسار، وكان قادرًا على التحرك والانعطاف بسرعة، محاكياً سرعة حركات الموسيقي. قبل التصوير مع Bolt، قام ممثل مزود بأجهزة كشف الحركة والموضع بتمثيل الأغنية مع ممثلي الفرقة الآخرين ؛ تم تسجيل هذه الحركات ثم استخدامها لتوجيه بولت حيث حلت محل الممثل في اللقطات اللاحقة. لتجنب إصابة الممثلين الآخرين من حركات الكاميرا، تم تصميم جميع الإجراءات الروتينية بناءً على حركات الكاميرا واستخدامها كإشارات للممثلين الآخرين. لتمكين انتقالات أكثر سلاسة بين الإصدارات الإيجابية والسلبية من لقطات الشريط، تم إجراء لقطات متعددة لكل أغنية باستخدام حركات الكاميرا نفسها.  تم تصوير مجموعات من 200 إلى 400 ممثل باستخدام شاشة خضراء لبناء الحشود ؛ باستخدام طرق مختلفة وأساليب تحرير أخرى، يمكن جعل مجموعات الممثلين تغطي مساحات أكبر بكثير. لمحاكاة حشود أكبر، تم تركيب هذه اللقطات على مجموعة من اللقطات الحية من حفلات موسيقى الروك الفعلية والنماذج ثلاثية الأبعاد التي أنشأتها يوبي سوفت ليمينغتون. ساعد استوديو التأثيرات فرامستور في تحرير وتجميع لقطات الحركة الحية الرقمية. تُستخدم المؤثرات الصوتية ثلاثية الأبعاد أيضًا كجزء من اللقطات، مع تغيير حجم بعض الأدوات اعتمادًا على مدى قرب المشغل منها على الشاشة في اللقطات.
عشر فرق مختلفة تمثل الأغاني في وضع «غيتار هيرو لايف»، يتم عزفها في مهرجانين موسيقيين مختلفين. تم اختيار أعضاء هذه الفرق الخيالية من خلال اختبارات الأداء قبل التصوير، والتأكد من أنهم يستطيعون إعادة إنشاء الأداء الفعلي للأغنية، بالإضافة إلى خلط ومطابقة أعضاء مجموعات الفرق للحصول على الشكل والمظهر المناسبين. تم تصوير الفرق الموسيقية في مستودع في أكسفورد بإنجلترا. للمساعدة في إنشاء حضور مسرحي مناسب للفرق الخيالية ومعجبيها، أنشأت يوبي سوفت ليمينغتون مواد كانت ستمتلكها كل فرقة في مسيرة الفرقة، مثل أغلفة الألبومات والملابس، باستخدام أنواع موسيقية مختلفة للمساعدة في إلهام تصاميمهم.
تم تصميم غيتار هيرو تي في بواسطة يوبي سوفت ليمينغتون للسماح لهم بتقديم موسيقى جديدة دون الحاجة إلى تأمين حقوق ترخيص موسيقي أكثر صرامة.  وجدت يوبي سوفت ليمينغتون أن هذا الوضع جذب انتباه الفرق الموسيقية التي كانت حريصة على تقديم موسيقاها لها ؛ رأت الفرق أن غيتار هيرو تي في يمكن مقارنتها بالتسويق الذي قامت به القنوات التلفزيونية الموسيقية في الثمانينيات والتسعينيات من القرن الماضي، حيث وضعت صور الفرقة على اللاعب أثناء عزفهم. قامت يوبي سوفت ليمينغتون أيضًا بمقارنة غيتار هيرو تي في بخدمات الموسيقى مثل سبوتيفاي وباندورا راديو. هذا النهج يجعل من السهل تأمين حقوق الترخيص، ويتناسب بشكل أفضل مع طبيعة المجتمع الحالية «ثقافة الإقصاء» الحالية وفقًا لجاكسون. أوضح جاكسون أن الميزة وقوائم التشغيل المنسقة بها كانت «تتعلق باكتشاف الموسيقى بقدر ما تتعلق بالذهاب والعثور على الموسيقى التي تعرف أنك تحبها بالفعل». صرح هيرشبرغ من أكتفيجن أن غيتار هيرو تي في تم تطويره كوسيلة أفضل لتوفير أغانٍ جديدة للاعبين من خلال منصة محتوى على مدار الساعة، بدلاً من الاعتماد على محتوى مجدول قابل للتنزيل، مما يسمح للشركة بتوفير كمية أكبر بكثير من الأغاني، مع خطط لـ «المئات عند الإطلاق في اليوم الأول» من إصدار اللعبة.
تم اعتبار غيتار هيرو لايف على أنها لعبة يمكن التوسع فيها في المستقبل من خلال تصحيحات المحتوى، بدلاً من إصدار عناوين جديدة كل عام والتي أدت سابقًا إلى تراجع نوع الموسيقى في عام 2009. على الرغم من أن يوبي سوفت ليمينغتون أضافت أصواتًا قبل إطلاق اللعبة، إلا أنه لا توجد خطط حالية لتضمين آلات أخرى مثل الجيتار أو الطبول في العنوان، حيث صرح جاكسون بأن اللعبة «تدور حول القيثارات».

### التسويق والترويج
في 14 أبريل 2015، دعا هيرشبرغ و جاكسون بيت وينتز من فول آوت بوي وجيرارد آرثر واي من ماي كيميكال رومانس للترويج للعبة. قام وينتز بأداء أغنية فرقته «تعرف أغنياتي ما فعلته في الظلام» في وضع غيتار هيرو لايف، بينما تبارز واي وجاكسون على أغنية فرقة ماي كيميكال رومانس " نا نا نا ". تم الكشف عن إعلان تجاري للعبة في أكتوبر 2015، بطولة ليني كرافيتز وجيمس فرانكو. بالاشتراك مع أكتفيجن، قامت ذا سي دبليو بتشغيل إعلانات ترويجية خاصة لـ غيتار هيرو لايف، تضم الممثلين ديفيد رمزي وكانديس باتون يلعبون اللعبة في الأسبوع السابق لإصدار اللعبة. رتبت أكتيفيجن أن يلعب مغني الراب ماكليمور غيتار هيرو لايف مع جيمي جاكسون من يوبي سوفت ليمينغتون خلال عرض نهاية الشوط الأول من مباراة سياتل سي هوكس على أرضه يوم الأحد قبل إصدار اللعبة.

## الاستقبال
| استقبال |                                                           |
| --- | --------------------------------------------------------- |
| الدرجات الإجمالية المجموع نقاط غيم رانكينغز (وي يو) 83.75% [ 61 ] (بلاي ستيشن 4) 81.91% [ 62 ] (أكس بوكس ون) 80.93% [ 63 ] ميتاكريتيك (وي يو) 84/100 [ 64 ] (أكس بوكس ون) 81/100 [ 65 ] (بلاي ستيشن 4) 80/100 [ 66 ] نتائج المراجعة نشرة نقاط دستركتويد 9.5/10 [ 67 ] غيم إنفورمر 7.5/10 [ 68 ] غيم ريفولوشن [ 69 ] غيم سبوت 6/10 [ 70 ] غيمز رادار [ 71 ] غيم تريلرز 8.7/10 [ 72 ] آي جي إن 7.9/10 [ 73 ] بوليغون 9/10 [ 74 ] |                                                           |
| الدرجات الإجمالية |                                                           |
| المجموع | نقاط                                                      |
| غيم رانكينغز | (وي يو) 83.75% (بلاي ستيشن 4) 81.91% (أكس بوكس ون) 80.93% |
| ميتاكريتيك | (وي يو) 84/100 (أكس بوكس ون) 81/100 (بلاي ستيشن 4) 80/100 |
| نتائج المراجعة |                                                           |
| نشرة | نقاط                                                      |
| دستركتويد | 9.5/10                                                    |
| غيم إنفورمر | 7.5/10                                                    |
| غيم ريفولوشن | [ 69 ]                                                    |
| غيم سبوت | 6/10                                                      |
| غيمز رادار | [ 71 ]                                                    |
| غيم تريلرز | 8.7/10                                                    |
| آي جي إن | 7.9/10                                                    |
| بوليغون | 9/10                                                      |

تلقى غيتار هيرو لايف مراجعات إيجابية في الغالب. تجميع مواقع الويب للمراجعة، أعطت غيم رانكينغز وميتاكريتيك إصدار وي يو بنسبة 83.75% بناءً على 4 مراجعات و 84/100 بناءً على 4 مراجعات،  إصدار بلاي ستيشن 4 بنسبة 81.91% استنادًا إلى 43 مراجعة و 80/100 استنادًا إلى 69 مراجعة، وإصدار أكس بوكس ون 80.93% بناءً على 20 مراجعة و 81/100 بناءً على 21 مراجعة.
وأشاد معظم المراجعين من خطر تغيير حتى اللعب من غيتار هيرو مع تصميم وحدة تحكم جديدة، المتناقضة إلى الاعتماد موسيقى الروك 4 ' على الميكانيكا اللعب أنشئت لها. اعتبر كريس كارتر من دستركتويد التغيير إعادة اختراع للمسلسل، وعلى الرغم من أنه كان عليه أن يتعلم مرة أخرى كيفية لعب وحدة التحكم، فقد استمتع بالتجربة و «التركيز المتزايد على الأوتار وعمل الإصبع الرائع».  أشاد غريفين ماكلروي من بوليجون أيضًا بوحدة التحكم الجديدة، ووجد أن الصعوبات الأكبر في اللعبة تمثل «أكثر عزف الجيتار المزيف تحديًا» الذي شاهده، واضطراره إلى إعادة تعلم أسلوب اللعب الجديد من خلال مستويات صعوبات اللعبة كان «متعة» .  وجد مات ميلر من غيم إنفورمر أن التصميم المكون من ستة أزرار لم يكن أفضل من التنسيق التقليدي ذي الأزرار الخمسة، ولكنه «يمسك بديناميكية مختلفة» حيث يبدو أنه كان يعزف على أوتار الجيتار الأكثر واقعية.  على الرغم من غيم ريفولوشن ' نيك تان أعجبت مع التحدي المتمثل في وحدة تحكم جديدة، ورأى أنفسهم كانوا أزرار صغيرة جدا وضيقة على الرقبة من وحدة تحكم، وتحديا جديدا قد يسبب المزيد من اللاعبين عارضة للتخلي عن محاولة لمعرفة الجديد النظام والعودة إلى موسيقى الروك والتخطيط التقليدي.
تم اعتبار الموسيقى التصويرية لجزء GH Live ضعيفة أيضًا. وجد مسيلروي أن معظم الأغاني كانت من عام 2000 أو ما بعده، متخليًا عن أغاني الروك الكلاسيكية، واعتبر أن الموسيقى التصويرية هي «أكبر خيبة أمل» لـ GH Live.  صرح باترسورث أن العديد من التحديدات على القرص هي أغاني البوب التي «لم يتم قطعها من أجل لعبة غيتار هيرو»، لأنها تتميز بنفس نغمة الجيتار المتكررة مرارًا وتكرارًا.  كان جريفين أكثر تفضيلًا لقائمة المجموعات الموجودة على القرص، حيث وجد أن المقطوعات تمثل «المشهد الموسيقي كما هو وليس كما كان».  كما أعرب كارتر عن تقديره للموسيقى التصويرية ووصفها بأنها «انتشار جيد» للأغاني التي يمكن أن تروق للجميع.
يحتوي وضع غيتار هيرو تي في على آراء متباينة، حيث أشاد معظم المراجعين بالمفهوم، وتم إبراز عرض القنوات على أنه يرقى إلى ذروة MTV، ويمنح اللاعب القدرة على استكشاف موسيقى جديدة.   ومع ذلك، كان المراجعون ينتقدون التركيز على المعاملات الدقيقة، وعلى الرغم من أن اللعبة كانت «سخية» بتقديم مسرحيات مجانية ومكافآت أخرى بالعملة داخل اللعبة، إلا أن هذا النهج قد يخيب آمال بعض اللاعبين.  وجد كارتر أنه يمكنه تجاهل المعاملات الدقيقة والاستمتاع بدلاً من ذلك بقنوات الموسيقى المنسقة التي يمكن تشغيلها بحرية، مما يساعده على تشغيل الموسيقى التي لم يسمعها بعد أو كانت خارج أسلوب اللعب المعتاد، مما يمنحه «شعورًا رائعًا حقًا» بشأن الاستكشاف موسيقى جديدة، وكذلك مشاهدة مقاطع فيديو موسيقية من شبابه مرة أخرى.  وبالمثل، وجد أوجيلفي أنه يمكن أن يقضي وقته في غيتار هيرو تي في داخل القنوات المجانية لاستكشاف الموسيقى الجديدة، لكنه يعتقد أن الوضع «غير مرن إلى حد ما بالنسبة للوقت السيئ» حيث قد لا يجد اللاعبون نوع الموسيقى التي يرغبون في تشغيلها عندما يكونون مستعدين play وأنه كان هناك نقص في دليل البرمجة لهذه القنوات.  قال جريفين إن هيكل التسعير كان ضعيفًا مقارنة بنماذج DLC المعمول بها، معتقدًا أن تسعير خيارات مثل Party Pack كان من الأفضل استخدامه لإطلاق العنان للقدرة على تشغيل الأغاني التي سيستمتع بها.  وصرح ميللر بأن بنية التحويل المصغر «استغلالية»، مما يمنعه من الوصول بسهولة إلى أغانيه المفضلة للعبها ويجعله محبطًا من اللعبة على المدى الطويل.  كان باترسورث غير راضٍ عن الحاجة إلى البحث عن الأغاني في القنوات المجانية لكسب رموز Play للوصول إلى أغنية أراد تشغيلها، والقدرة على فتح أغنية بشكل دائم، قائلاً «إن الافتقار إلى الحرية قوض الكثير من المتعة» .  تمت الإشارة إلى العروض المميزة بشكل خاص على أنها إشكالية، بالإضافة إلى عدم وجود وضع تدريب لأغاني غيتار هيرو تي في، مما قد يؤثر على كيفية تمتع هؤلاء اللاعبين الذين يسعون إلى إتقان كل أغنية بوضع اللعبة.   وأشار تان إلى أنه بالإضافة إلى الوقت اللازم لإكمال التحديات أو العملة داخل اللعبة لإلغاء قفل العرض، سيتعين على اللاعب إكمال العرض في أحد المواضع المصنفة للفوز بالجائزة المعروضة، وإذا فشلوا، فسوف يفعلون يجب أن تكرر هذه العملية مرة أخرى.
في تقرير الأرباح بعد فترة وجيزة من إصدار اللعبة، ذكرت أكتفيجن أن غيتار هيرو لايف كان يتفوق على لعبتي غيتار هيرو السابقتين، غيتار هيرو: ووريورز أوف روك و جيتار هيرو 5، على الرغم من عدم الإبلاغ عن أرقام المبيعات الدقيقة. في نتائج أرباحها ربع السنوية التي تم تقديمها في فبراير 2016، ذكرت أكتفيجن أن مبيعات غيتار هيرو لايف لم تكن لتوقعاتهم،  وفي مارس 2016، أعلنوا أنه يتعين عليهم التخلي عن حوالي 50 موظفًا في يوبي سوفت ليمينغتون، على الرغم من أن الاستوديو لا يزال مفتوح لمواصلة العمل الإضافي لـ أكتفيجن. قبل معرض الترفيه الإلكتروني 2016، صرحت أكتفيجن أنها ستستمر في إنتاج محتوى لـ غيتار هيرو لايف ولكن ليس لديها خطط حالية للعبة أخرى.
تم رفع دعوى قضائية جماعية ضد أكتفيجن في سبتمبر 2018 فيما يتعلق بالإغلاق المخطط له في ديسمبر لخدمة غيتار هيرو تي في. وتؤكد الدعوى أن أكتفيجن لم تقدم فترة إشعار معقولة بطريقة واضحة لإغلاق الخدمة، مما يجعل معظم الأغاني المتاحة غير قابلة للعب. تم رفض الدعوى من قبل المدعي دون تحيز في يناير 2019. في فبراير 2019، عرضت أكتفيجن المبالغ المستردة لأي شخص اشترى غيتار هيرو لايف من ديسمبر 2017 إلى يناير 2019، على الرغم من عدم ذكر أسباب هذا الاسترداد.

## روابط خارجية
- الموقع الرسمي